# Крингу (Вилча)
Крингу (рум. Crângu) — село у повіті Вилча в Румунії. Входить до складу комуни Скунду.
Село розташоване на відстані 160 км на захід від Бухареста, 30 км на південний захід від Римніку-Вилчі, 66 км на північний схід від Крайови, 143 км на південний захід від Брашова.

## Населення
За даними перепису населення 2002 року у селі проживали 377 осіб, усі — румуни. Усі жителі села рідною мовою назвали румунську.